# Gustavo Sandoval
Gustavo David Sandoval (n. Santa Fe, Argentina, 12 de marzo de 1975) es un exfutbolista argentino. Jugó como delantero y militó en diversos clubes de Argentina, Chile y Guatemala. Además, es el padre del actual futbolista argentino Tomás Sandoval, actual jugador de Colón de Santa Fe.
Sandoval jugó en diversos clubes de su país, como por ejemplo Colón de Santa Fe (equipo donde se formó como futbolista), Argentinos Juniors, Aldosivi de Mar del Plata, Douglas Haig y Gimnasia y Esgrima de Santa Fe (equipo donde se retiró). En el extranjero, jugó solamente en 2 equipos, que fueron la Unión Española de Chile y el Deportivo Jalapa de Guatemala.

## Clubes
| Club                           | País      | Año       |
| ------------------------------ | --------- | --------- |
| Colón de Santa Fe              | Argentina | 1996-1999 |
| Argentinos Juniors             | Argentina | 1999-2000 |
| Unión Española                 | Chile     | 2000-2001 |
| Deportivo Jalapa               | Guatemala | 2002      |
| Patronato de Paraná            | Argentina | 2002-2003 |
| Aldosivi de Mar del Plata      | Argentina | 2003-2004 |
| Sportivo Ben Hur               | Argentina | 2004-2005 |
| Douglas Haig                   | Argentina | 2005      |
| El Linqueño                    | Argentina | 2006      |
| Gimnasia y Esgrima de Santa Fe | Argentina | 2006-2008 |